# Santa Terezinha Airport
Santa Terezinha Airport (portugisiska: Aeroporto Santa Terezinha, franska: Aéroport de Santa Terezinha) är en flygplats i Brasilien.   Den ligger i kommunen Santa Terezinha och delstaten Mato Grosso, i den centrala delen av landet, 700 km norr om huvudstaden Brasília. Santa Terezinha Airport ligger 168 meter över havet.
Terrängen runt Santa Terezinha Airport är huvudsakligen platt. Santa Terezinha Airport ligger nere i en dal. Trakten runt Santa Terezinha Airport är nära nog obefolkad, med mindre än två invånare per kvadratkilometer..
Omgivningarna runt Santa Terezinha Airport är huvudsakligen savann.